# Похищение сабинянки (Джамболонья)
«Похищение сабинянки» (итал. Ratto delle sabine) — мраморная скульптурная группа флорентийского скульптора Джамболоньи, классический образец скульптуры маньеризма, признанный шедевр этого мастера.
Условно предполагается, что композиция изображает сцену из римской легенды о похищении римлянами сабинских женщин (так называемая «Сабинская война»).
Скульптура изготовлена из цельного блока белого мрамора, который считается самым крупным блоком, когда-либо доставленным во Флоренцию. Это был первый случай в западноевропейской скульптуре, когда была создана трёхфигурная композиция, которую можно рассматривать с нескольких точек зрения. Джамболонья также создал мраморный пьедестал с бронзовыми рельефами. С 1583 года эта статуя установлена в Лоджии деи Ланци во Флоренции.
«При создании этой скульптурной группы у мастера не было никакого конкретного замысла — он хотел лишь заставить замолчать тех критиков, которые усомнились в его способности изваять монументальную скульптуру из мрамора. Болонья избрал композицию, которая представлялась ему наиболее трудной — три объединённые общим действием фигуры с контрастными характерами. После споров о том, что же означает эта группа, учёные-современники скульптора — пришли, в конце концов, к выводу, что наиболее подходящее для неё название — „Похищение сабинянок“».
Скульптура изображает три человеческие фигуры: римлянина, сабинскую женщину и мужчину-сабинца. По замыслу автора, она может быть понята как метафора любви и любовной схватки.
Композиционно фигуры с помощью связующих пластических S-образных линий как бы «закручены в спираль»: так называемая Figura serpentinata. Джамболонья стремился продемонстрировать этой работой свою виртуозность. Он решил создать такую крупномасштабную композицию, которая производила бы художественное впечатление не только с одной, но и со всех сторон. Ранее такие композиции создавались только в бронзе и в гораздо меньшем размере. Джамболонья достиг своей цели, однако это далось ему ценой насилия над естественностью поз изображённой им группы. Фигуры «с лёгкостью выполняют своё хорошо отрепетированное хореографическое упражнение, но здесь, как и почти во всей эллинистической скульптуре, начисто отсутствует эмоциональный смысл. И, действительно, скульптурная группа восхищает соразмерностью и продуманностью, но в ней не чувствуется подлинный пафос».
Джамболонья завершил работу над скульптурой в 1582 году при помощи Пьетро Франкавиллы, и она так понравилась Франческо Медичи, что в январе 1583 года он распорядился установить её в Лоджии деи Ланци на Площади Синьории.